# Steatoda bipunctata
Steatoda bipunctata' là một loài nhện thuộc họ Theridiidae, sinh sống ở châu Âu như Hà Lan, Bỉ và Bắc Mỹ. Loài nhện này trông hơi giống như một hạt cà phê, do đó tên gọi trong tiếng Hà Lan là nhện cà phê. Con nhện sinh sống gần gũi với con người, chẳng hạn như tầng hầm hoặc nhà kho, chuồng trại.